# Ґрудзелець-Новий
Ґрудзелець-Новий (пол. Grudzielec Nowy) — село в Польщі, у гміні Рашкув Островського повіту Великопольського воєводства.
Населення — 268 осіб (2011).

## Демографія
Демографічна структура станом на 31 березня 2011 року:
|          | Загалом | Допрацездатний вік | Працездатний вік | Постпрацездатний вік |
| -------- | ------- | ------------------ | ---------------- | -------------------- |
| Чоловіки | 132     | 39                 | 78               | 15                   |
| Жінки    | 136     | 31                 | 80               | 25                   |
| Разом    | 268     | 70                 | 158              | 40                   |